# Sousoší svatého Rocha (Prešov)
Sousoší svatého Rocha je barokní sousoší, které se nachází na Františkánském náměstí v historickém centru Prešova.

## Poloha
V těsné blízkosti kláštera františkánů a kostela svatého Josefa, stojí na volném prostranství v stínu statných stromů pískovcové barokní sousoší svatého Rocha. Sousoší je v seznamu chráněných národních kulturních památek SR s číslem NKP 707-2258/3.

## Sousoší
Dali ho postavit v roce 1730 františkánští mniši. Autorem pískovcového sousoší je Šimon Grimming, který vytvořil v roce 1734 pro františkánský kostel i čtyři pískovcové plastiky světců – Rocha, Floriána, Františka a Antona. Pískovcové sousoší sv. Rocha bylo roku 1733 umístěné na volném prostranství před kostelem. Zcela bylo dokončeno až v roce 1795. Další renovace sousoší se uskutečnila v roce 1843.
Na nárožích trojbokého podstavce sousoší sv. Rocha se původně nacházely sochy tří světců, a to sv. Sebastiána, sv. Antonnína Paduánského a sv. Jana Nepomuckého. Na vrcholu samotného pilíře sousoší stojí socha svatého Rocha. Pískovcové sousoší sv. Rocha bylo ohlodávané časem a v 20. století i poškozené. Vytvoření věrné kopie sousoší bylo ukončeno roce 1993. Originály soch svatého Jana Nepomuckého, svatého Antonína Paduánského a svatého Rocha se nacházejí v depozitáři, ve věži kostela svatého Mikuláše. V současnosti jsou namísto originálů zobrazeny kopie plastik světců.

## Galerie

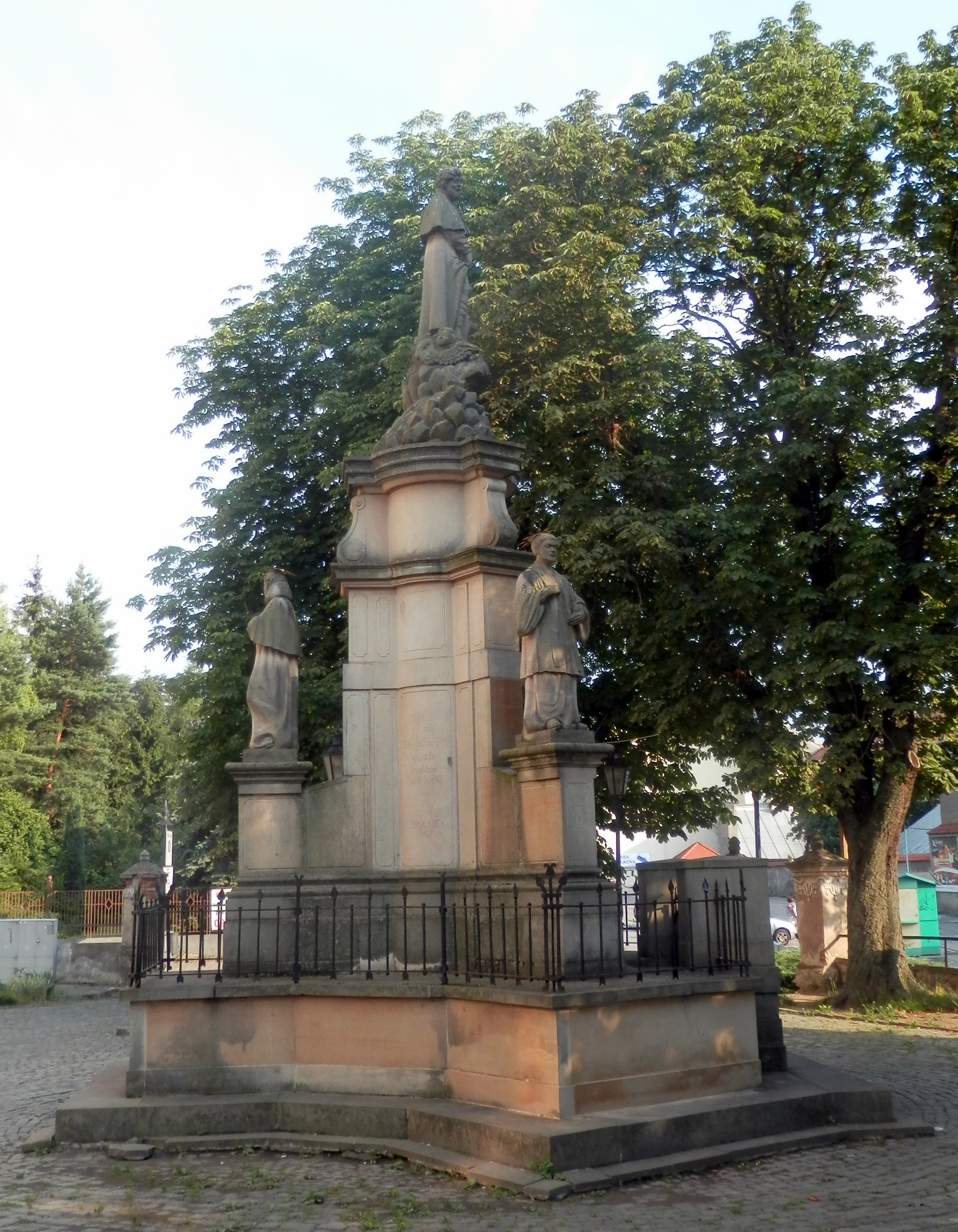
Areál sousoší
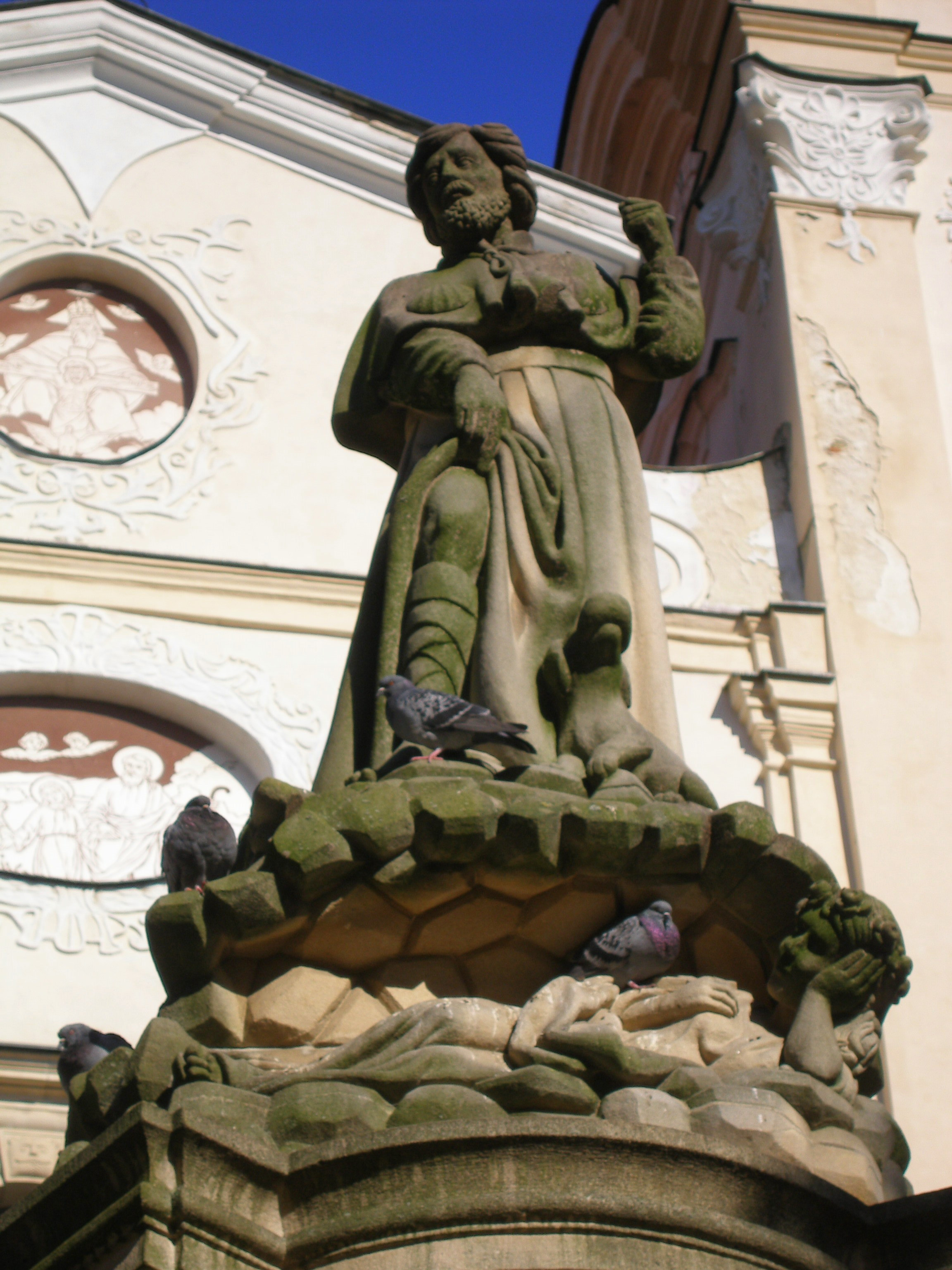
Svatý Roch
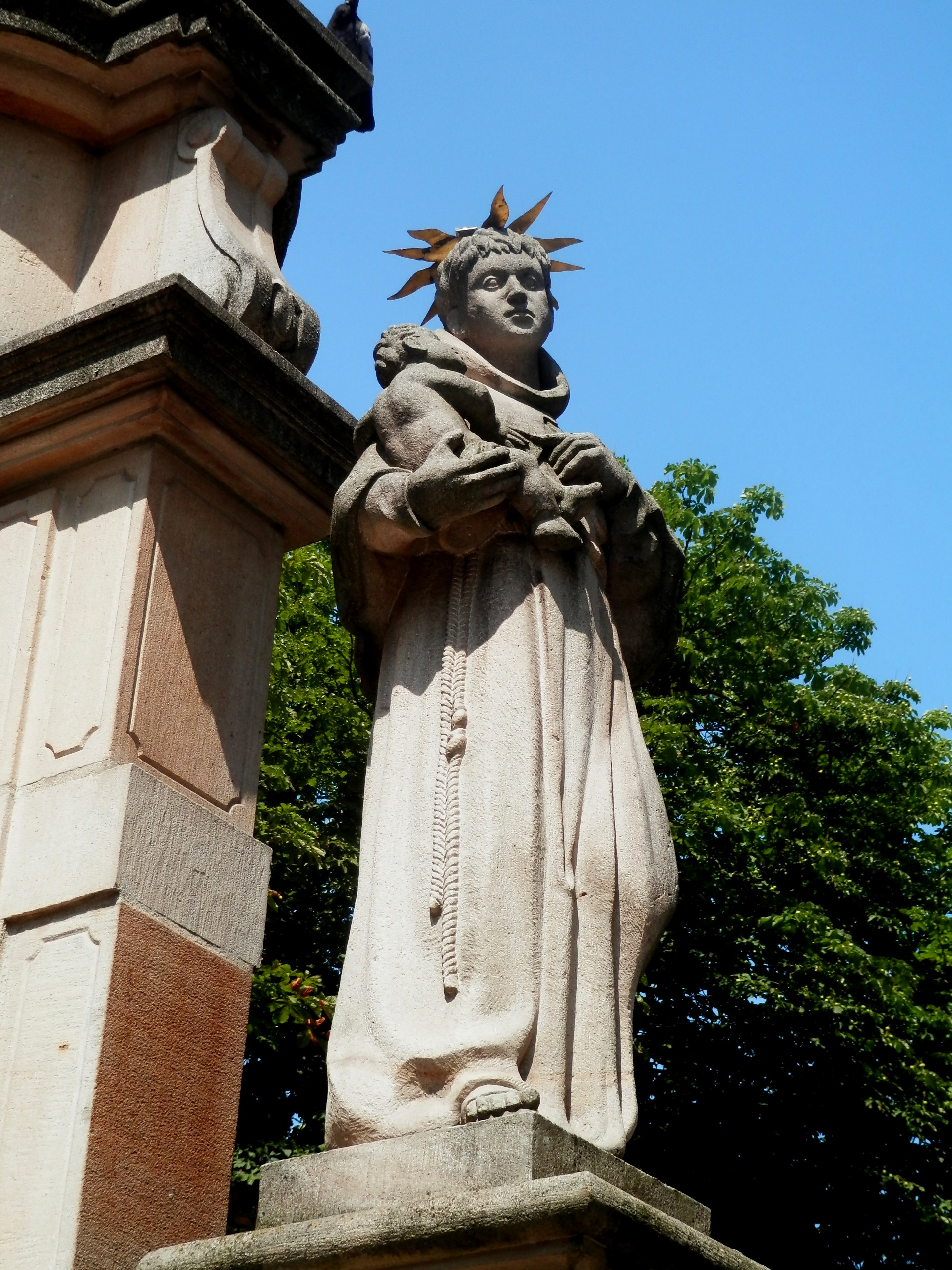
Svatý Antoínn Paduánský
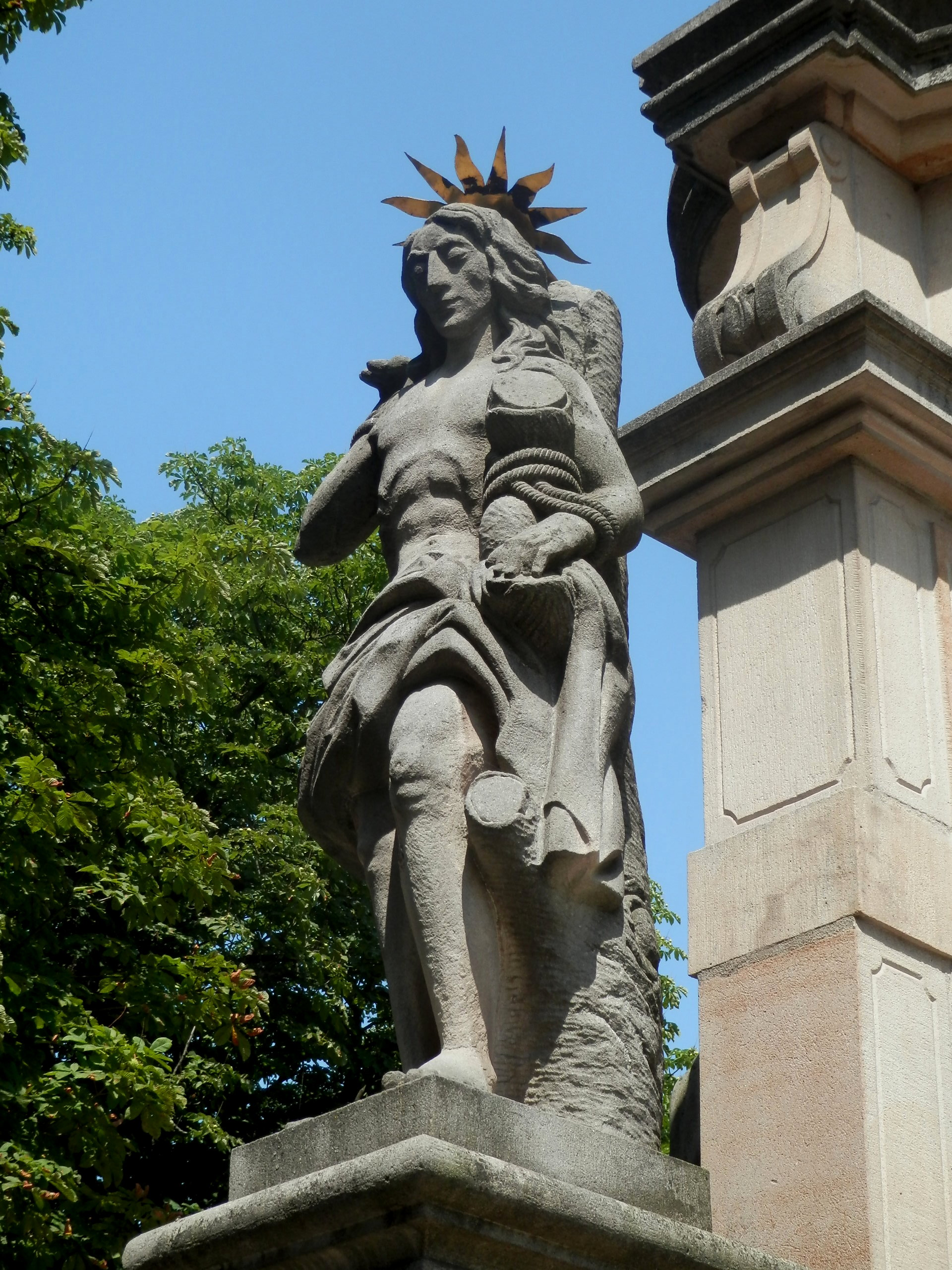
Svatý Šebestián
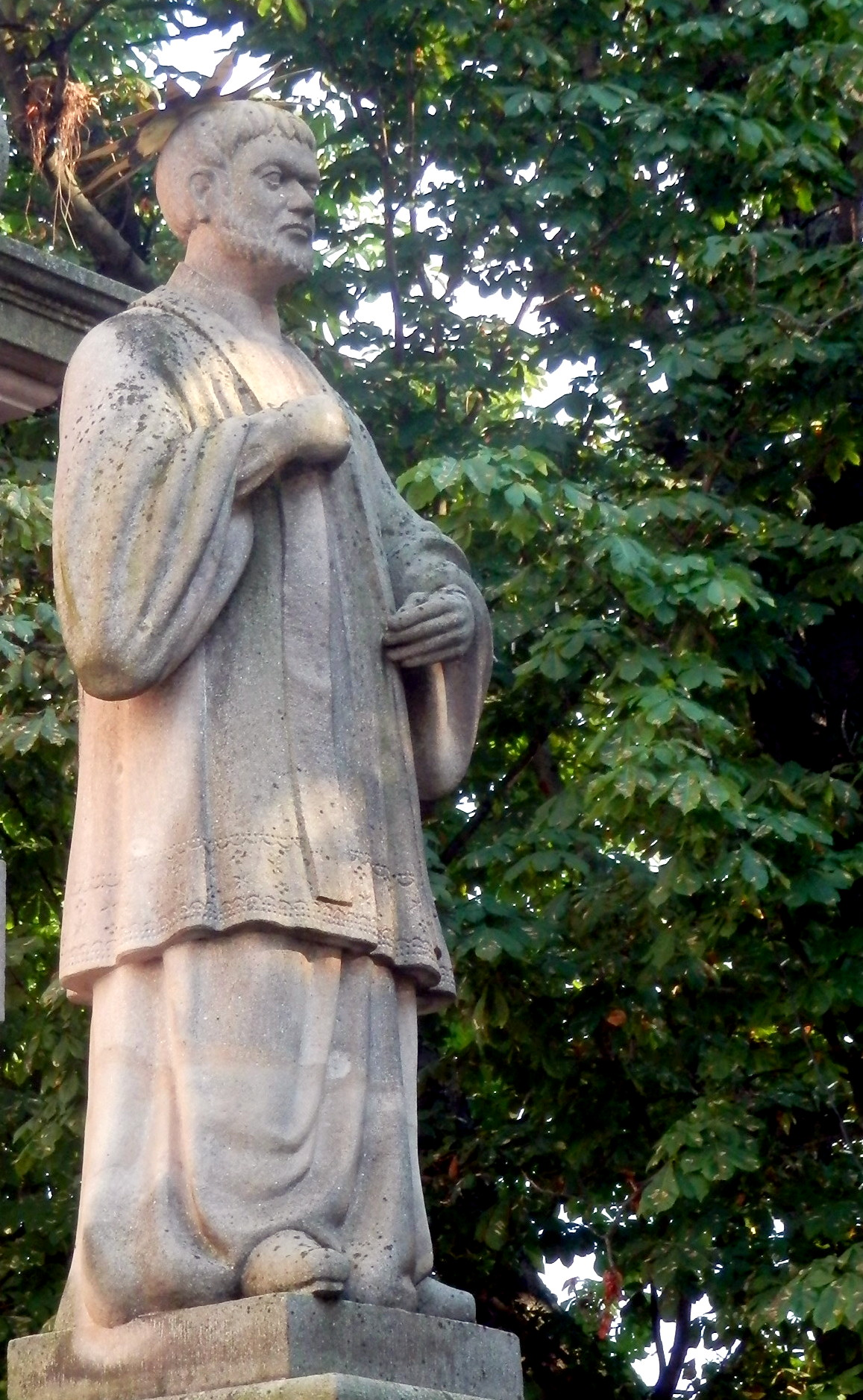
Svatý Jan Nepomucký